# Aretaios
Aretaios var en filosof och läkare från Kappadokien (nu beläget i Turkiet) i det antika Grekland, som verkade någon gång mellan det första och fjärde århundradet efter Kristus. Mycket tyder på att han levde under det andra århundradet efter Kristus. Aretaios är den första som någonsin beskrivit den sjukdom vi nu känner som celiaki (glutenintolerans), och hans beskrivning av de symtom denna sjukdom orsakade är rätt adekvat. Han använde det grekiska ordet "koiliakos", vilket betyder tarmlidande, för detta tillstånd och ordet celiaki härstammar alltså från Aeretaus skrifter. 
I sina skrifter beskriver han en lång rad sjukdomstillstånd, bland annat sockersjuka (diabetes), pulmonell tuberkulos, levercancer, livmodercancer, leverns kappilärsystem, refererad smärta, förlamning och att orsaken till halvsidig förlamning på ena sidan av kroppen kan bero på en hjärnskada i motsatt sidas hjärnhalva på grund av korsande nervbanor. 
På många sätt var hans syn på medicinen långt mer modern än andra samtida som Galenos, vars syn på medicin fick mycket större utrymme under antiken. 
I sin lära anslöt han sig till Archigenes. Av hans skrifter finns en om patologi och en om terapi bevarade.